# 먹이 그물

담수와 흙에 사는 생물의 그물 관계

먹이그물(food web)은 생태계 내에서 종 간의 포식자와 피식자의 관계와 에너지, 물질의 전달 관계를 나타낸 것이다. 실제 생태계에서 대부분의 소비자는 한 가지 이상의 유기체를 소비하고 대부분의 유기체는 한 가지 이상의 소비자에 의해 소비되기 때문에 실제 생태계는 먹이 사슬(food chains)이 복잡하게 얽힌 상태로 먹이 그물을 형성하게 된다.